# أطلس سولوشنز
أطلس سولوشنز (بالإنجليزية: Atlas Solutions) أو (حلول أطلس) هي شركة تابعة للفيسبوك، بعد أن اشترتها من مايكروسوفت في فبراير عام 2013،  وتقدم الشركة خدمات الاعلان على شبكة الانترنت. منصة أطلس الإعلانية، والتي قام بإنشائها في الأصل Razorfish  تحقق المليارات من مرات الظهور الإعلاني في اليوم وتوفر مجموعة من الأدوات للمسوقين والتي تمكنهم من خدمة وإدارة ومتابعة وقياس أداء حملاتهم الإعلانية. يتم تقديم سجل التتبع Atdmt بواسطة أطلس. وتوفر المنصة أطلس أيضا واجهة برمجة التطبيقات تسمح للعميل بإنشاء وإدارة الحملات الإعلانية برمجيا، وتولد تقارير الظهور وبيانات الأداء، ومعلومات الحساب.